# Tour Torrena

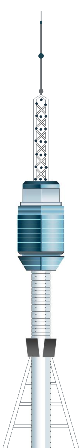
La tour Torrena.

La tour Torrena était un projet de gratte-ciel de 336,5 m de haut. La construction commencée à Guadalajara au Jalisco dans le Mexique en 2005 a été annulée définitivement en 2010.

## Histoire et caractéristiques
Proche d'une vaste zone commerciale, de centres d'expositions et d'hôtels de la ville de Guadalajara au Jalisco dans le Mexique, la tour du complexe de la Plaza del Sol aurait été la plus haute de L'Amérique latine avec 306 m de haut (au départ) et 67 étages. Avec une capacité d'accueillir jusqu'à 1500 personnes, elle devait servir de musée, d'espace de conférences ou de bureaux, comporter un plancher de verre et un restaurant rotatif panoramique au dernier étage. Un centre de contrôle dernier cri était prévu pour assurer la sécurité. La construction devait initialement commencer en 2003 et se terminer en 2005.
La tour est prévue pour atteindre 336,5 m de hauteur,.
La construction commence véritablement en 2005 et s'arrête aux travaux de fondations en 2006 puis est annulée définitivement en 2010, face aux protestations de la population. Le projet d'un gratte-ciel de 52 étages est annoncé à la place de celui de la tour.